# Nikel
Pour les articles homonymes, voir Nickel (homonymie).
Nikel (en russe : Ни́кель, littéralement « Nickel ») est une commune urbaine de l'oblast de Mourmansk, en Russie, et le centre administratif du raïon de Petchenga. Sa population s'élevait à 9 519 habitants en 2023.

## Géographie
Nikel se trouve au nord-ouest de la péninsule de Kola, près de la frontière norvégienne, sur la rive gauche de la rivière Kolossyoki (en russe : Колосйоки ; en finnois : Kolosjoki), à l'ouest du lac Kouetsyarvi (en finnois : Kuotsjärvi ; en same skolt : Guošš-jawr).
Nikel est située à 124 km au nord-ouest de Mourmansk et à 1 564 km au nord-ouest de Moscou. Les localités les plus proches sont Salmiyarvi (4 km) et Zapoliarny (23 km).

## Administration
Nikel forme le territoire municipal de Nikel, avec Nikel et les villages de Salmiyarvi, Priretchny, Rayakoski et Borissoglebski. Nikel fait partie du raïon de Petchenga dont elle est le centre administratif.

## Histoire
Dès 1920 des géologues finlandais découvrent les réserves de minerai. L'exploitation du nickel commence en 1935 et entraîne la construction de logements ouvriers. L'endroit, connu alors sous le nom finnois de Kolosjoki, est depuis quinze ans possession de la Finlande, dont la compagnie Petsamon Nickeli exploite le gisement. La compagnie est propriété de  la Mond Nickel Company britannique contrôlée par l'Inco (International Nickel Company of Canada).

En 1941 la ville est conquise par les troupes allemandes. Le nickel est un minerai très utile  pour l'industrie de l'armement allemande. À leur départ en 1945 les Allemands détruisent les infrastructures.

Après la Seconde Guerre mondiale, le territoire passe sous la souveraineté de l'Union soviétique, qui remet en état l'exploitation détruite par la guerre.

La compagnie Petchenganikel, filiale du consortium Norilsk Nickel, exploite le gisement et emploie environ 2 200 personnes.

La région devient tristement célèbre internationalement pour le haut-degré de pollution dans la zone arctique et en Norvège voisine dû en particulier au haut taux de dioxyde de soufre.

La production de  nickel chute à moins de 700 000 tonnes de minerai par an et il devient désormais nécessaire de creuser à plus de 200 m de profondeur.
Accumulant les difficultés, la fonderie de nickel ferme en 2020. En  2023 Nornickel confirme la fermeture de la mine de  Kaula-Kotselvaara.
Les habitants expriment leur inquiétude  sur l'avenir de Nikel et le risque de devenir une ville fantôme.

## Population
Recensements (*) ou estimations de la population
| 1959*  | 1970*  | 1979*  | 1989*  | 2002*  | 2006   | 2010*  |
| ------ | ------ | ------ | ------ | ------ | ------ | ------ |
| 16 305 | 21 299 | 20 031 | 21 838 | 16 534 | 15 605 | 12 756 |

| 2013   | 2014   | 2015   | 2016   | 2017   | 2018   | 2019   |
| ------ | ------ | ------ | ------ | ------ | ------ | ------ |
| 12 364 | 12 112 | 11 823 | 11 601 | 11 599 | 11 437 | 11 244 |

| 2020   | - | - | - | - | - | - |
| ------ | - | - | - | - | - | - |
| 11 012 | - | - | - | - | - | - |

## Transports
Nikel est reliée par réseau d'autobus à Zapoliarny et à Mourmansk et par le chemin de fer à Mourmansk. L'aéroport le plus proche est celui de Mourmansk, situé à Mourmachi.